# Grenadierregiment (mot) 1029 Großdeutschland
Het Grenadierregiment (mot) 1029 Großdeutschland was een Duitse eenheid van de Wehrmacht in de Tweede Wereldoorlog. Deze eenheid kwam in actie in Hongarije en ter verdediging van de Karpatenpassen in Noord-Roemenië, in maart-april-mei 1944. 

## Geschiedenis
Het versterkte Grenadierregiment (mot) 1029 Großdeutschland werd op 5 maart 1944 opgericht door de Ersatz-Brigade Großdeutschland in Cottbus und Guben in het kader van "Walküre".
Al op 9 maart werd het regiment op transport gesteld, naar Zakopane. Vanaf daar nam het regiment op 19 maart 1944 deel aan Unternehmen Margarethe, de Duitse inval in Hongarije, onder bevel van het 78e Legerkorps z.b.V.. Het regiment nam na een korte opmars posities in bij de Tisza, zuidelijk van Miskolc. Vanaf 31 maart werd het regiment afgelost en op transport gesteld naar het oostfront. Doel was afsluiten van Karpatenpassen tegen het oprukkende Rode Leger. Het regiment vestigde zich oostelijk van Vama in Noord-Roemenië. Daar kwam het regiment in actie gedurende een maand. Vanaf 10 mei 1944 werd de eenheid afgelost en ging op transport naar Roman, waar zich op dat moment de Pantsergrenadierdivisie Großdeutschland bevond.

### Einde
Op 11 mei 1944 werd het Grenadierregiment (mot) 1029 Großdeutschland opgenomen in de Pantsergrenadierdivisie Großdeutschland en hield daarmee op te bestaan.

## Samenstelling
- 2 infanteriebataljons
- 1 infanteriegeschut (IG) compagnie
- 1 antitank (Panzerjäger) compagnie
- 1 genie (Pionier) compagnie
- 1 Artillerie-Abteilung

## Commandanten
| Rang   | Naam           | Begin        | Eind        |
| ------ | -------------- | ------------ | ----------- |
| Oberst | Fritz Bandelow | 5 maart 1944 | 11 mei 1944 |